# Cupido erschoffi
Cupido erschoffi är en fjärilsart som beskrevs av Felder 1869. Cupido erschoffi ingår i släktet Cupido och familjen juvelvingar. Inga underarter finns listade i Catalogue of Life.